# Eleccions parlamentàries finlandeses de 2019
Les eleccions parlamentàries de Finlàndia de 2019 van tenir lloc el 14 d'abril de 2019 a Finlàndia. Els resultats van servir per a elegir als 200 diputats del Parlament finlandès per mitjà del sistema d'Hondt.
El Partit del Centre, que havia estat el partit guanyador de les anteriors eleccions, va caure al quart lloc, perdent 18 escons i registrant el seu percentatge de vots més baix des de 1917. El Partit Socialdemòcrata va ser el que més va guanyar, amb sis escons més, i es va convertir per poc en el partit més gran per primera vegada des de les eleccions del 1999. La Lliga Verda i l'Aliança de l'Esquerra també van guanyar cinc i quatre escons respectivament. La coalició electoral dels principals partits polítics de les illes Åland conserven l'escó.
El líder del Partit Socialdemòcrata, Antti Rinne, va formar posteriorment un govern de coalició amb el Partit del Centre, la Lliga Verda, l'Aliança de l'Esquerra i el Partit Popular Suec. A causa de la devastadora derrota del Partit del Centre, el primer ministre Juha Sipilä va anunciar en conseqüència que continuaria com a líder sol fins a la pròxima convenció del partit el setembre de 2019.